# Nuova Francia
La Nuova Francia (in francese: Nouvelle-France) era un'area del Nord America colonizzata dai francesi nei secoli XVI, XVII e XVIII.
Al momento della sua massima espansione, nel 1712, il territorio della Nuova Francia era esteso da Terranova al Lago Superiore e dalla Baia di Hudson al Golfo del Messico. Il territorio era diviso in cinque governatorati, ognuno con la propria amministrazione: Acadia, Canada, Baia di Hudson, Terranova e Louisiana (prolungamento ideale di questo territorio erano le colonie delle Isole sottovento: Saint-Domingue, Guadeloupe e Martinique).
Alcune di queste zone, segnatamente la provincia canadese del Québec e parte di quelle di Ontario e Nuovo Brunswick, corrispondono a quello che nel ventunesimo secolo viene comunemente chiamato Canada francese.

## Prime esplorazioni
Nel 1523, il navigatore italiano Giovanni da Verrazzano convinse Francesco I di Francia a finanziare una spedizione per trovare una via occidentale per arrivare al Catai in Asia. Successivamente Verrazzano salpò da Dieppe, attraversò l'Oceano Atlantico su una piccola caravella con 53 uomini. Dopo aver esplorato la costa delle attuali Caroline, puntò verso nord lungo la costa, sbarcando nei pressi di New York. Chiamò il sito Nouvelle-Angoulême in onore del re, il conte di Angoulême. Il viaggio di Verrazzano convinse il Re a stabilire una colonia nelle nuove terre scoperte. Verrazzano diede i nomi di Francesca e Nova Gallia ai territori tra la Nuova Spagna e Terranova.
Nel 1534, Jacques Cartier piantò una croce nella penisola Gaspé e reclamò il territorio in nome di Re Francesco I. Fu la prima provincia della Nuova Francia, però la Francia non sembrava interessata, almeno inizialmente, ad impiantare insediamenti in questa regione. Ciò nonostante le navi da pesca bretoni continuarono a navigare attorno alle coste atlantiche fino a risalire il fiume San Lorenzo, stipulando accordi commerciali con i Nativi americani. I mercanti francesi si accorsero subito che la regione del San Lorenzo aveva grandi quantità di pregevoli animali da pelliccia, specialmente castoro, la cui pelle stava per questo diventando sempre più rara nel Vecchio Mondo. La corona francese decise pertanto di colonizzare il territorio spinta anche da motivazioni economiche oltreché dalla volontà di colonizzare il territorio per assicurarsi ed espandere la sua influenza in America.

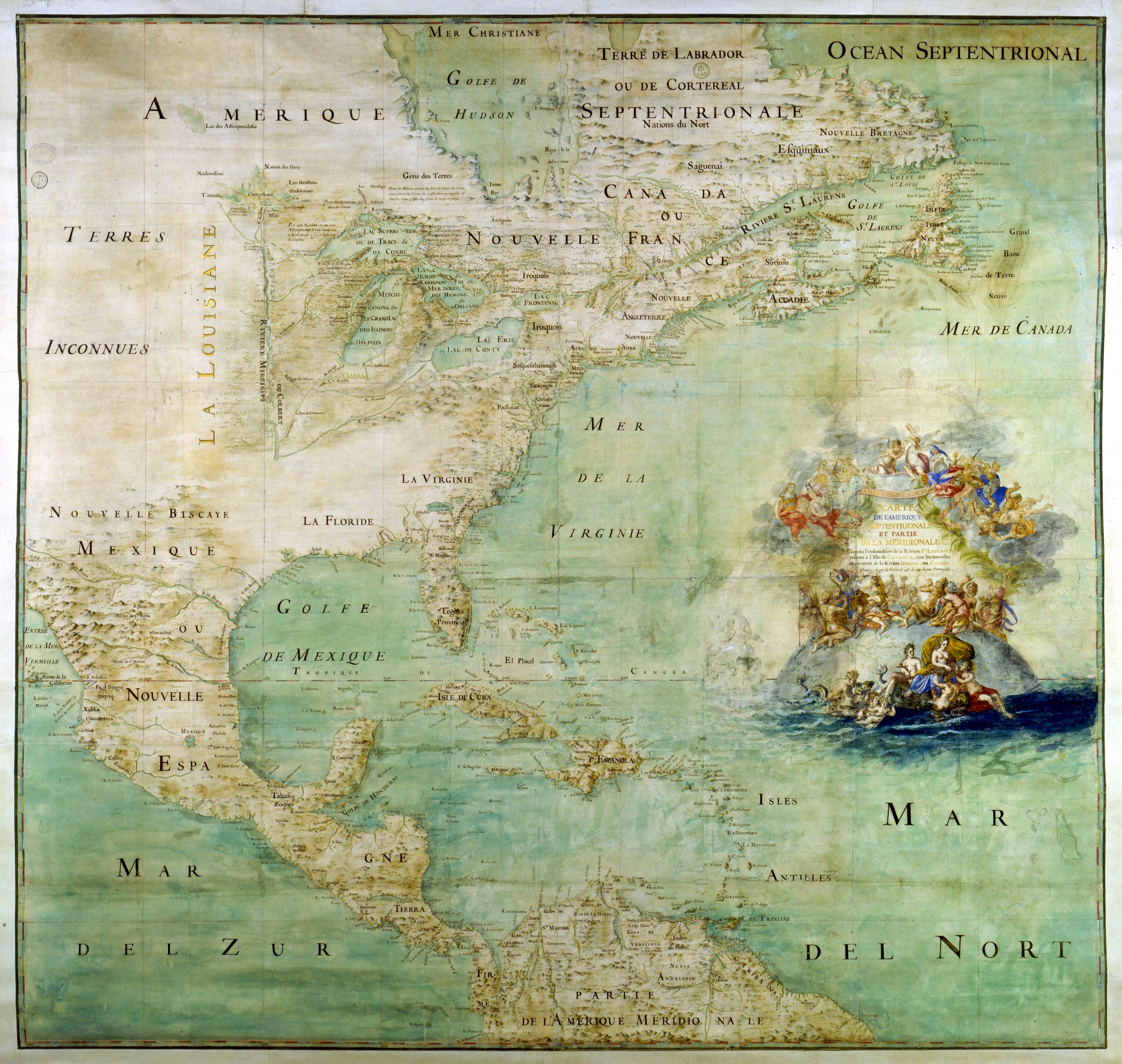
Mappa dell'America del 1681

I francesi fecero altri tentativi per insediarsi nel Nordamerica. Nel 1564 fu fondata la colonia di Fort Caroline, costruita nei pressi di Jacksonville, in Florida. Con l'intenzione di essere un rifugio per gli ugonotti francesi, venne fondata Caroline sotto il comando di René Goulaine de Laudonnière e Jean Ribault. Fu saccheggiata dagli spagnoli, comandati da Pedro Menéndez de Avilés, fondatore poi dell'insediamento di St. Augustine il 20 settembre 1565.
I vasti territori, conosciuti poi come Acadia e Canada erano, in alcune zone, abitati da alcune tribù nomadi di Amerindiani delle nazioni Algonchini e Irochesi. Queste terre erano piene di immense ricchezze naturali. Negli anni Ottanta, le compagnie commerciali francesi si erano ormai stabilite e le prime navi iniziarono a portare in Europa le pellicce nordamericane.
I primi tentativi per stabilire qualche insediamento europeo fallirono. Nel 1598 fu fondato un luogo di scambi commerciali sulla Sable Island, al largo della costa dell'Acadia, ma non ebbe successo. Nel 1600 un altro di questi fu stabilito a Tadoussac, ma solo in cinque di quelli che lo occupavano sopravvissero all'inverno. Nel 1604 Pierre Dugua de Mons, accompagnato da Samuel de Champlain e Jean de Poutrincourt, diresse una spedizione nella Baia di Fundy. De Mons riuscì a fondare una colonia a Dochet island, ma la metà degli uomini morì di scorbuto durante l'inverno. La colonia venne spostata nel 1605 a Port-Royal, ma venne abbandonata l'anno successivo. Jean de Poutrincourt ritornò a Port-Royal nel 1610 per fondare una colonia più stabile.
Nel 1613 una cinquantina di coloni francesi si insediarono in un posto chiamato Saint-Sauveur nell'attuale Maine. Poco dopo Thomas Dale, governatore della Virginia, ordinò a Samuel Argall di cacciare i francesi da Saint-Sauveur. Il piccolo insediamento venne saccheggiato, la nave Jonas fu sequestrata e i coloni di Saint-Sauveur vennero imprigionati e portati a Jamestown. Argall piantò una croce sul sito di Saint-Sauveur, rivendicò il territorio a nome di re Giacomo I, poi distrusse anche Saint-Croix e Port-Royal. L'Acadia, dopo essere diventata Nova Scotia, restò in mani inglesi dal 1613 al 1632, tuttavia venne ancora frequentata da pescatori e da commercianti di pellicce francesi.

## Fondazione di Québec e colonizzazione del Canada
Incoraggiato da Enrico IV di Francia, nel 1608 Samuel de Champlain fondò Québec con sei famiglie, in totale 28 persone (rappresentò il primo insediamento che ebbe successo nel territorio canadese). La colonizzazione fu lenta e difficile. Molti coloni morirono presto. Nel 1630 c'erano solamente 100 coloni che vivevano in quell'insediamento e nel 1640 erano 359.

Champlain si alleò con le popolazioni indiane degli Algonchini e dei Montagnais che erano in guerra contro gli Irochesi e stabilì forti legami con gli Huroni, con lo scopo di mantenere vivo il commercio delle pellicce. Inoltre predispose che dei giovani francesi vivessero con gli indiani per impararne la lingua, i loro usi ed i loro costumi. Tutto ciò serviva ad aiutare i francesi ad adattarsi alla vita in America. Questi uomini, detti Coureurs de bois, tra i quali Étienne Brûlé, estesero l'influenza francese a sud ed a ovest dei Grandi Laghi.

Mappa della Nuova Francia fatta da Samuel de Champlain nel 1612

Nei primi decenni di vita della Nuova Francia, erano stanziate solamente poche dozzine di coloni, mentre le colonie inglesi più a sud erano molto più ricche e popolate. Il cardinale Richelieu, consigliere di re Luigi XIII, volle fare della Nuova Francia una colonia importante come quelle inglesi. Nel 1627 Richelieu fondò la Compagnia dei cento Associati con lo scopo di investire in Nuova Francia, promettendo appezzamenti di terreni a centinaia di nuovi coloni e modellare la città di Québec come grande centro mercantile; nella primavera del 1634 Robert Giffard, ex chirurgo della marina francese, e Jean Juchereau riuscirono a reclutare una trentina di emigranti della regione del Perche per popolare Québec. Champlain fu nominato Governatore della Nuova Francia e Richelieu proibì ai non-cattolici di insediarvisi. I Protestanti dovevano rinunciare alla loro fede per stabilirsi in Nuova Francia; molti di questi perciò scelsero di immigrare nelle colonie inglesi. La Chiesa cattolica e i missionari, come i Gesuiti, si stabilirono in tal modo nel territorio. La distribuzione delle terre, stabilita da Richelieu, si basava su un sistema di tipo semi-feudale, con il quale dei ricchi seigneurs erano possidenti di enormi latifondi.
Frattanto le colonie inglesi del sud cominciavano ad invadere la valle del San Lorenzo e nel 1629 Québec venne conquistata dai fratelli David, James, Lewis, Thomas e John Kirke, ed occupata fino al 1632 quando venne ridata alla Francia con il Trattato di Saint-Germain-en-Laye. Champlain ritornò a Québec in quell'anno e chiese che Sieur de Laviolette fondasse un altro emporio a Trois-Rivières nel 1634. L'esploratore e uomo politico francese morì nel 1635.
La Chiesa, che dopo la morte di Champlain fu la forza dominante in Nuova Francia, pretese di stabilire nella colonia un'utopica comunità cristiana. Nel 1642, vennero aiutati un gruppo di coloni, capeggiati da Paul Chomedey de Maisonneuve, i quali fondarono, lungo il fiume San Lorenzo, Ville-Marie, nucleo originale dell'attuale Montréal. Nel 1640, i missionari gesuiti penetrarono nella zona dei Grandi Laghi e convertirono gran parte degli Huroni. I missionari entrarono in conflitto con gli Irochesi, che attaccavano con frequenza Montréal. Nel 1649 sia le missioni gesuite sia la società hurone furono distrutte dalle invasioni irochesi.
Le vie di trasporto nella Nuova Francia erano inesistenti, con solo poche strade e pochi canali navigabili. Così gli abitanti usavano le vie d'acqua, in special modo il fiume San Lorenzo, con canoe come mezzo di trasporto. In inverno, quando i laghi si ghiacciavano, sia i ricchi sia i poveri viaggiavano con slitte trainate da cani e da cavalli.

## Colonizzazione dell'Acadia
L'Acadia, dopo essere ritornata in mani francesi nel 1632, era retta da due governatori sotto l'autorità della Compagnia dei Cento Associati: Charles de Saint-Etienne de La Tour e Isaac de Razilly. Nel 1631 La Tour fece costruire un forte a Saint-Jean e un altro a Cap-Sable. In seguito il governatore sposò una donna Micmac; i suoi compagni fecero lo stesso. Da queste unioni nacquero i primi metis dell'Acadia.
Nel 1632 arrivò l'altro governatore: Isaac de Razilly. Scelse il porto di La Hève come quartier generale e per farne la capitale dell'Acadia. Fece costruire una cappella, dei magazzini, un forte e delle case. Raizilly aveva portato in Acadia una dozzina di famiglie francesi. Dopo la fine dei lavori, Razilly decise di riprendere Port-Royal; presentatosi a metà dicembre 1632, il capitano Andrew Forrester consegnò il posto senza colpo ferire. La maggior parte dei coloni inglesi tornarono in Inghilterra ma una parte restò a Port-Royal accanto ai coloni di Raizilly. Nel 1634 il governatore fece costruire un forte a Canseau per proteggere il commercio delle pellicce. Nel 1635 Razilly conquistò Forte Pentaguet. Razilly morì nel 1636. A quest'epoca l'Acadia aveva circa centoventi coloni.
Prima di morire Isaac de Razilly lasciò al fratello Claude la responsabilità di governare l'Acadia, ma quest'ultimo non ci venne mai e al suo posto nominò Charles de Menou d'Aulnay di amministrare la colonia. Aulnay spostò nuovamente la capitale a Port-Royal. Poiché l'amministrazione dell'Acadia continuava ad essere bipartita, nel 1640 Aulnay iniziò una violenta politica di contrasto contro La Tour; in gioco c'erano anche gli interessi sul commercio delle pellicce. Dopo una lunga guerra civile, Aulnay venne nominato governatore dell'Acadia nel 1647. Durante la sua amministrazione Aulnay fece enormi sforzi per colonizzare l'Acadia: costruì tre forti, fece insediare una ventina di famiglie dalla Francia e ordinò il dissodamento dei terreni vicini a Port-Royal, a Pentagouet e a Saint-Jean. Per rifornire gli acadiani di vettovaglie, ogni anno venivano tre-quattro navi dalla Francia. Alla morte di Aulnay, avvenuta nel 1650, l'Acadia contava circa cinquecento coloni.

## Sotto controllo reale
Attorno all'anno 1650, la città di Montréal non aveva che poche decine di abitanti e la colonia subiva frequenti attacchi dalle tribù Irochesi. Nel 1660, Adam Dollard des Ormeaux comandò una milizia di francesi e di huroni contro gli irochesi, ma nessuno di loro sopravvisse dopo la battaglia. Nel 1663 la Nuova Francia fu maggiormente protetta quando Luigi XIV sciolse la Compagnia dei Cento Associati e fece diventare la colonia una provincia francese. Nel 1665 il Re mandò una guarnigione francese a Québec, il reggimento Carignan-Salières. Fu anche riformata l'amministrazione della colonia secondo le linee-guida del governo francese. Venne stabilito, come carica politica, il Governatore Generale e l'Intendente della Nuova Francia subordinati al Ministero della Marina. Nel 1665 fu nominato Jean Talon dal Ministro della Marina Jean-Baptiste Colbert, come primo Intendente della Nuova Francia. Queste riforme avevano lo scopo di limitare l'influenza del vescovo di Québec, il quale aveva grande potere nella colonia, dopo la morte di Champlain.
Nell'inverno tra il 1665 e il 1666 l'intendente francese Jean Talon promosse un censimento nella Nuova Francia. Tale censimento mostrò una popolazione di 3 215 abitanti nella Nuova Francia, molti più di quanti ce ne fossero solo qualche decennio prima. Il censimento di Talon mostrò la ripartizione degli abitanti in base al sesso: gli abitanti di sesso maschile erano 2304, mentre quello femminile ne contava 1181. All'epoca del monopolio della Compagnia dei Cento Associati (1634-1663) arrivarono in Nuova Francia 262 ragazze nubili, le cosiddette "filles à marier", appartenenti prevalentemente alle classi sociali più umili; queste ragazze, solitamente reclutate dagli ordini religiosi, sbarcarono in Nordamerica da sole o in piccoli gruppi e non possedevano alcuna dote. Nonostante questi apporti la popolazione femminile era sproporzionatamente più bassa di quella maschile. Per ovviare a questo gap, Luigi XIV decise di inviare più di 700 donne nubili in Nuova Francia, di età tra 15 e 30 anni, conosciute come le "figlie del re". Nello stesso tempo, furono incentivati i matrimoni coi nativi e la servitù, conosciuta come engagés, fu anch'essa spedita in Nuova Francia. Uno di questi engagé, Etienne Trudeau, fu l'antenato dei futuri Primi ministri del Canada Pierre Elliott Trudeau e Justin Trudeau.
Talon cercò anche di riformare il sistema semi-feudale, obbligando i cosiddetti seigneurs a risiedere nelle loro terre e, soprattutto tentando di limitare l'estensione delle seigneuries, in modo da rendere disponibili più fondi coltivabili per destinarle ai nuovi coloni. Questo progetto non ebbe tuttavia successo e solamente pochi coloni emigrarono nella colonia e le attività industriali, impiantate da Talon, non decollarono mai.

## Conflitti militari
Poiché Henry Hudson reclamò la Baia di Hudson, la baia di James e il territorio circostante a nome del re d'Inghilterra, gli inglesi iniziarono ad espandere i loro confini attraverso la regione, conosciuta come il nord del Canada, oltre ai territori rivendicati dai francesi. Nel 1670, con l'aiuto dei coureurs des bois francesi, Pierre-Esprit Radisson e Médard des Groseilliers, venne fondata la Compagnia della Baia di Hudson per controllare il commercio di pellicce in tutte le terre bagnate dalla Baia omonima. Ciò pose fine al monopolio francese su questi traffici e iniziò la contesa franco-inglese su questi territori.
Il "mare del Nord" era visto dai francesi come una sorta di frontiera naturale da esplorare e sfruttare. Dopo aver comunicato le sue preoccupazioni nella "Baia del Nord" al ministro Colbert, nel 1671 l'intendente Talon decise di inviare in quel territorio alcuni «hommes de résolution», tra cui il gesuita Charles Albanel, che partì con alcuni compagni nell'estate del 1671. Albanel arrivò nel giugno 1672 e, dopo aver trovato inabitato il forte della Compagnia della Baia di Hudson, issò una croce, prendendo possesso del mare del Nord per conto del Re di Francia. Nel 1672 l'intendente Talon tornò in Francia, non senza aver compreso che la Nuova Francia poteva essere circondata dagli inglesi da nord e da sud, cioè dalla Baia di Hudson e dalla Nuova Inghilterra. Nel 1675 padre Albanel tornò nuovamente nella Baia di Hudson con una lettera del governatore Frontenac, ma venne fermato dal governatore inglese Charles Bayly. Nel 1679 Frontenac incaricò Louis Jolliet di controllare il commercio degli indiani con gli inglesi nella Baia di Hudson. La contesa nel "mare del nord" era arrivata a corte: i gesuiti si lamentarono da Colbert e da diversi cortigiani che mancavano delle contromisure efficaci da parte della Francia contro l'aggressione inglese.
Nel 1682 venne fondata la Compagnia della Baia del Nord; era l'equivalente francese della Compagnia della Baia di Hudson. Sostenuta dal re, la nuova compagnia fu formata da ricchi mercanti, tra cui Charles Aubert de La Chesnaye. Il territorio della Baia di Hudson veniva costantemente conteso tra la Francia e l'Inghilterra.
Per compensare la perdita del monopolio nei territori a nord, i francesi iniziarono ad estendere il loro territorio verso sud, e a ovest delle Tredici colonie. Nel 1682, René Robert Cavelier, Signore di La Salle e Henri de Tonti, accompagnati da un manipolo di uomini francesi e amerindiani,  esplorarono le valli dell'Ohio e del Mississippi, reclamarono l'intero territorio per la Francia fino al Golfo del Messico, fondarono Fort Prud'Homme dove si trova l'attuale città di Memphis, stipularono un trattato di alleanza con una tribù nativa, rivendicarono la sovranità francese sulla valle e diedero a questo territorio il nome di Louisiana. La Salle ritornò in Francia e convinse il ministro della Marina a farlo diventare governatore. Ripartì per una nuova spedizione tentando di fondare la prima colonia nel nuovo territorio nel 1685, ma le mappe poco accurate nonché problemi di navigazione lo portarono a costruire la sua colonia, Fort Saint Louis, nell'attuale Texas. La Salle venne ucciso e la colonia fu sterminata da malattie e da attacchi indiani nel 1688.
Anche se la colonizzazione fu scarsa in questa parte della Nuova Francia, vennero costruiti molti fortini strategici, su ordine del governatore Louis de Buade de Frontenac. Vennero costruiti anche forti nella parte della Nuova Francia che non era ancora stata colonizzata. Molti di questi forti furono presidiati dalle Troupes de la Marine, le uniche truppe regolari in Nuova Francia tra il 1682 e il 1755.
Nel 1689 gli inglesi e gli Irochesi invasero la Nuova Francia, dopo molti anni di piccole schermaglie nel territorio della colonia e nelle zone limitrofe. Questo conflitto, noto come Guerra di Re Guglielmo, ebbe termine nel 1697, ma una seconda guerra scoppiò nel 1702 (la Guerra della Regina Anna). Il Québec sopravvisse alle invasioni inglesi di entrambe le guerre, ma Port Royal e l'Acadia caddero nel 1690. Nel 1713, con il Trattato di Utrecht, la pace venne ristabilita in Nuova Francia. Anche se nel trattato fu prevista la cessione di Terranova e parte dell'Acadia (la Nuova Scozia peninsulare) ai britannici, la Francia mantenne in controllo dell'Île Royale (Isola del Capo Bretone) e della Fortezza di Louisbourg, oltre che dell'Île Saint-Jean (ora Isola del Principe Edoardo) e di parte di quello che è il Nuovo Brunswick.
Dopo la fine delle ostilità, la Nuova Francia iniziò a prosperare. Nacquero alcune industrie. Fu costruita una strada tra Montréal e Québec per incoraggiare il commercio. Furono costruiti nuovi porti per la navigazione fluviale. Il tenore di vita era migliore che in madrepatria e il numero dei coloni crebbe notevolmente, dato che nel 1720 Québec diventò autosufficiente, poiché il miglioramento dei commerci con la Francia e con le Antille francesi permise l'entrata di derrate e prodotti che si aggiungevano a quelli locali, ed aveva ormai una popolazione di 24 594 abitanti. La Chiesa ebbe pieno controllo sull'educazione e sulla politica sociale.

## Colonizzazione della Louisiana
Nel 1701 Antoine Laumet de La Mothe, sieur de Cadillac fondò Fort Pontchartrain du détroit, più o meno dove si trova adesso Detroit, in onore del Conte di Pontchartrain, ministro della Marina. Cadillac sperava che il commercio delle pelli non cadesse in mano agli Irochesi e agli inglesi. Il suo scopo era di assimilare gli Indiani alla nazione francese. Lasciò Montréal il 5 giugno 1701 con un centinaio di persone, metà coloni e metà soldati e due missionari. Arrivarono nel sito il 24 giugno dove iniziarono a costruire il forte.
Nel 1698, dopo aver lasciato La Rochelle, Pierre LeMoyne d'Iberville esplorò le foci del Mississippi, e, prima di ritornare in Francia, costruì un forte a Biloxi, chiamato Maurepas. Nel 1702, tornò una seconda volta nel Golfo del Messico e fondò un forte a Mobile. Dal 1699 al 1702, Pierre Le Moyne d'Iberville fu il governatore della Louisiana. Gli succedette il fratello a questo incarico dal 1702 al 1713. Fu di nuovo governatore dal 1716 al 1724 e ancora dal 1733 al 1743. Jean-Baptiste Le Moyne de Bienville, nel 1718 sulle foci del Mississippi fondò la Nouvelle Orleans, in onore del Reggente, il duca di Orléans.

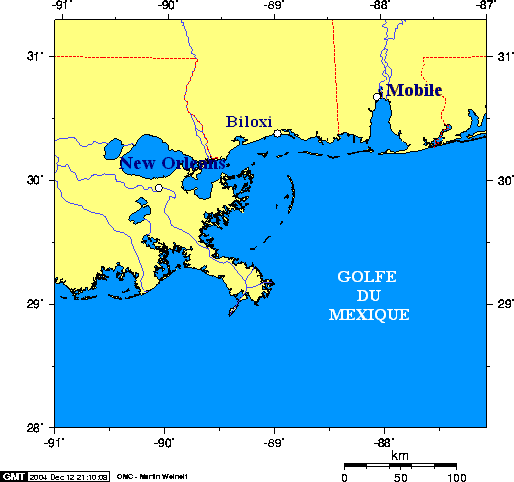
Mappa dell'area che Le Moyne d'Iberville esplorò. Le linee rosse indicano i confini attuali tra stati USA.

Il Trattato di Utrecht del 1713 metteva fine alla guerra di successione spagnola. Iniziò il declino del potere francese in Louisiana. Ciononostante Luigi XIV riusciva a piazzare il nipote Filippo sul trono di Spagna, il quale rinunciava ai suoi diritti sulla corona francese. La Louisiana restava francese, ma parte dell'Acadia ed altre regioni delle Indie Occidentali vennero perse, la presenza britannica nel Nordamerica si faceva sempre più ingombrante. Il re cercò di contenere questa influenza ad est degli Appalachi, mentre a ovest si trovava la Nuova Spagna. La Louisiana quindi era una zona cuscinetto tra possedimenti britannici e spagnoli. Questa politica è motivata dai legami familiari, ma anche dalla speranza di accedere alle miniere e al commercio delle colonie spagnole.
I francesi non erano affatto attratti a stabilirsi nella colonia: soltanto pochi dei sessanta uomini arrivati ad inizio Settecento si costruirono una casa e dissodarono il terreno. I pochi coloni rimasti sposarono donne native. Nel 1712 la Louisiana contava soltanto ventisette famiglie residenti, alle quali si doveva aggiungere i militari e i funzionari civili. Nel 1712 oltre quattrocento famiglie ugonotte francesi residenti nelle Caroline chiesero di stabilirsi in Louisiana, ma il ministro Pontchartrain scartò assolutamente questa idea.
Nel 1712 re Luigi XIV concedette alla Compagnia della Louisiana, diretta da Antoine Crozat, il privilegio esclusivo di commerciare nel territorio. Crozat ottenne il permesso di introdurre schiavi africani in Louisiana. Crozat si convinse quasi subito che la Louisiana non poteva diventare una colonia remunerativa, così nel 1717 la restituì alla corona. Nello stesso anno il Pays des Illinois venne unificato alla Louisiana: da allora la regione comprendeva la Haute Louisiane a nord e la Basse Louisiane a sud. Per assicurare le comunicazioni tra Louisiana e Canada vennero allora costruiti una catena di forti che si estendevano dal Golfo del Messico alla regione dei Grandi Laghi. Nel 1717 John Law fondò la Compagnia d'Occidente o Compagnia delle Indie con lo scopo di rilanciare l'economia francese all'epoca vicina al disastro. Law riuscì a obbligare, con metodi discutibili, settemila francesi, di trasferirsi in Louisiana; erano vagabondi, forzati, disertori, contrabbandieri, ... e circa duecento donne di mauvaise vie.
Negli anni venti John Law fece ulteriori sforzi per popolare la colonia. Tra il 1719 e il 1721 vennero inviate in Louisiana centoventi filles de la Cassette. Circa trecento allemands (ma in realtà non solo tedeschi, ma anche svedesi, baltici, italiani, spagnoli e svizzeri) si stabilirono nelle vicinanze di Nuova Orleans, attirati da avvisi in cui la Louisiana veniva descritta come il paese dell'abbondanza. Tra il 1718 e il 1735 vennero portati in Louisiana oltre cinquemila schiavi africani; la maggior parte di loro proveniva dal Senegal dall'Angola e dal Golfo di Guinea. Nel frattempo la Compagnia andò in bancarotta, cosicché la Louisiana passò nuovamente in mani regie nel 1731.
Negli anni trenta la Louisiana meridionale contava circa duemilacinquecento abitanti di origine europea, mentre quella settentrionale meno di cinquecento. Nel 1743 divenne governatore Pierre de Rigaud de Vaudreuil. Vaudreuil si dimostrò un amministratore competente: incoraggiò il dissodamento dei terreni, l'esportazione di merci, l'alleanza con i nativi e, nel 1750, ottenne l'invio di quasi duemila soldati francesi. Nel 1753 Vaudreuil venne sostituito dal barone di Kerlérec. Dal 1755 arrivarono in Louisiana i primi contingenti di Acadiani, che formarono successivamente la società cajun.
Nel frattempo l'esplorazione francese dell'Ovest continuò: nel 1714, Louis Juchereau de Saint-Denis navigò nel Red River e raggiunse il Rio Grande. Lo stesso anno, Étienne Véniard de Bourgmont risalì il Missouri. Nel 1721, Jean-Baptiste Bénard de la Harpe risalì l'Arkansas. Nel 1739 i fratelli Paul e Pierre-Antoine Mallet raggiunsero Santa Fe. La zona di influenza francese si estese notevolmente e i viaggi posero le basi per il riconoscimento del "Far West".

## Caduta della Nuova Francia
Nel corso della prima metà del Settecento sia la Francia che la Gran Bretagna rivendicarono i vasti territori interni dell'America settentrionale. Una delle zone più contese fu la valle dell'Ohio. Negli anni quaranta le autorità francesi erano preoccupate dall'attività dei mercanti virginiani e della Pennsylvania presso le tribù native della valle dell'Ohio, nonché dalla costruzione di Fort Oswego, nel lago Ontario, e di una base militare ad Halifax, in Nuova Scozia.
La pace durò fino al 1744, quando William Shirley, governatore del Massachusetts, attaccò Louisbourg. Sia la Francia che la Nuova Francia non furono in grado di far cessare l'assedio e Louisbourg cadde. La Francia tentò di riprendere la fortezza nel 1746 con la spedizione navale guidata dal Duca d'Anville, ma fu un totale insuccesso. La fortezza venne restituita con il Trattato di Aquisgrana (1748), che però non servì a fermare la guerra tra Francia e Gran Bretagna in Nord America. Infatti in quell'anno i virginiani crearono la Ohio company. Questo atto era un segno tangibile delle ambizioni britanniche in quel territorio.
Tra il 1750 e il 1751 i diplomatici francesi e britannici si incontrarono a Parigi per risolvere la questione del territorio conteso nella valle dell'Ohio, ma alla fine fu un nulla di fatto. Agli inizi degli anni Cinquanta la guerra in America del nord sembrava ormai inevitabile. Michel-Ange Duquesne de Menneville, governatore della Nuova Francia dal 1752, ordinò la costruzione di nuovi forti militari nella valle dell'Ohio. Nel frattempo Robert Dinwiddie, governatore della Virginia e azionista dell'Ohio company, incentivò l'insediamento di coloni lungo la valle dell'Ohio.
Fort Duquesne, situato nella confluenza tra i fiumi Allegheny e Monongahela, dove ora sorge la città di Pittsburgh, proteggeva le più importanti postazioni strategiche ad occidente durante la guerra dei sette anni. Fu costruito per assicurare che la Valle dell'Ohio rimanesse sotto controllo francese. Agli inizi del 1754 un piccolo corpo militare coloniale proveniente dalla Virginia, con a capo il giovane George Washington, iniziò a costruire un forte nella zona, ma una truppa francese comandata da Sieur de Contrecoeur li scacciò nell'aprile 1754. Nel mese di maggio del 1754 un distaccamento francese, guidato da Joseph Coulon de Villiers de Jumonville, venne attaccato in un'imboscata tesa dai virginiani di George Washington insieme alla tribù irochesi di Tanaghrisson.
Nel frattempo i francesi continuarono ad esplorare l'ovest e ad espandere le loro alleanze commerciali con i popoli amerindiani. Fort de la Corne fu costruito nel 1753 da Louis de la Corne, Cavaliere de la Corne, ad est della biforcazione del fiume Saskatchewan. Questo fu la postazione più ad occidente costruita dai francesi prima che perdessero il loro impero in Nordamerica.

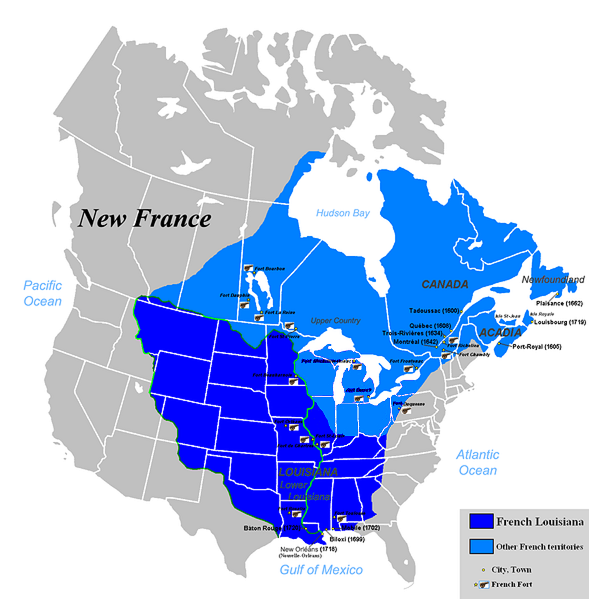
La Nuova Francia nel 1750.

La Nuova Francia aveva in quel momento all'incirca 70 000 abitanti, molti di più rispetto all'inizio del secolo, ma essi erano, allo stesso tempo, numericamente molto pochi rispetto al milione e più delle colonie britanniche del Nord America (che includevano anche alcuni francesi Ugonotti). Era molto più facile quindi per gli inglesi organizzare attacchi alla Nuova Francia che il contrario. Nel 1755 infatti il Generale Edward Braddock guidò una spedizione contro la postazione francese di Fort Duquesne, ma sebbene numericamente superiore alla milizia francese e ai loro alleati indigeni, l'esercito di Braddock fu costretto alla ritirata ed il generale ucciso.
Nel 1758 la Gran Bretagna conquistò la fortezza di Louisbourg, potendo così isolare la Nuova Francia. Nel settembre 1759 gli Inglesi assediarono Québec dal mare ed un esercito sotto il generale James Wolfe sconfisse i francesi comandati dal generale Louis-Joseph de Montcalm. La guarnigione di Québec si arrese il 18 settembre e, l'anno successivo, la Nuova Francia fu definitivamente conquistata dai britannici. L'ultimo governatore della Nuova Francia, Pierre Francois de Rigaud, Marchese di Vaudreuil-Cavagnal, si arrese l'8 settembre 1760, al Generale maggiore Jeffrey Amherst. La Francia dovette cedere il Canada alla Gran Bretagna con il Trattato di Parigi, firmato il 10 febbraio 1763.
La cultura francese rimase dominante nella maggior parte del territorio della Nuova Francia, almeno fino all'arrivo degli insediamenti britannici, che portarono in seguito la formazione dell'Alto Canada (poi diventato Ontario) e del Nuovo Brunswick. Il Territorio della Louisiana, ceduto con il Trattato di Fontainebleau del 1762, fu sotto controllo spagnolo dal 1762 al 1800 e rimase fuori dagli insediamenti degli anglo-americani delle tredici colonie.

## Una parziale rivincita

### La guerra d'indipendenza americana
La rivalità franco-britannica in America del Nord non cessò né dopo il 1763 con la sparizione della Nuova Francia, né dopo il 1783 con l'indipendenza degli Stati Uniti d'America, poiché ebbe una onda lunga fino al 1815. Per migliaia di uomini e donne francesi e americani questo periodo fu l'occasione di tessere forti legami politici, economici, diplomatici e personali.
La Gran Bretagna aveva sì vinto in America del Nord, ma pagò a caro prezzo la vittoria. Dopo aver sborsato enormi cifre di denaro per la guerra, i britannici si videro costretti a far fronte a nuove spese per assicurare la protezione al proprio immenso impero nordamericano. Per la Francia la sconfitta rappresentò una sorta di ferita all'orgoglio, poiché ne ridimensionava le ambizioni imperiali e dimostrava le deficienze del suo apparato militare. La "lezione" fu capita, così sotto la guida del duca di Choiseul, ministro per affari esteri dal 1758 al 1770, la Francia riprese la sua politica fortemente antibritannica, procedette alla riforma militare ed avviò nuovamente la cantieristica navale. Tali sforzi contribuirono significativamente alla rivincita durante la guerra d'indipendenza americana.
La guerra d'indipendenza americana iniziò come una sorta di contenzioso tra i sudditi inglesi e il proprio sovrano. Tra gli anni Sessanta e Settanta il parlamento britannico introdusse una serie di nuove imposte. Ai parlamentari di Londra sembrava logico che i sudditi britannici del Nordamerica contribuissero alla difesa del proprio territorio, come pure erano della stessa idea anche i sudditi residenti nei Caraibi. Tuttavia in America settentrionale questa nuova tassazione non fu accettata, cosicché a metà degli anni Settanta si arrivò ad una sollevazione generale che portò alla Dichiarazione d'indipendenza del 1776. All'inizio del conflitto, la Francia, ufficialmente neutrale ma che segretamente sosteneva i coloni, dopo la sconfitta britannica a Saratoga cominciò a sostenere apertamente la ribellione. Con il Trattato di Amicizia e di Commercio del 1778 la Francia riconobbe i coloni americani come stato indipendente.
Il contributo militare francese fu decisivo nella battaglia di Yorktown del 1781. Dopo aver sbarcato nel 1780 cinque battaglioni di fanteria nel Rhode Island, il generale Jean-Baptiste Donatien de Vimeur, conte di Rochambeau, si unì alle truppe di George Washington in Virginia. A metà settembre le truppe di Cornwallis, stanziate a Yorktown, furono accerchiate da una flotta francese al comando di François Joseph Paul de Grasse e dalle forze terrestri al comando di La Fayette. In ottobre i britannici capitolarono. Nelle armate franco-americane anche molti coloni del Québec presero parte alla guerra, tra cui il Maggiore Clément Gosselin e l'ammiraglio Louis-Philippe de Vaudreuil. Dopo la resa britannica a Yorktown (Virginia) nel 1781, il Trattato di Versailles diede gli antichi territori della Nuova Francia, a sud dei Grandi Laghi, ai nascenti Stati Uniti.

### Il fenomeno degliemigrésnegli anni della Rivoluzione francese
Negli anni Ottanta le relazioni diplomatiche tra la Francia e gli Stati Uniti furono buone. Negli anni Novanta circa venticinquemila francesi trovarono rifugio negli Stati Uniti per sfuggire dal Regime del Terrore, tuttavia la maggior parte di essi ritornò in Francia dopo il 1797. Un altro numero di esiliati francesi, circa quindicimila, provenne anche dalle Indie occidentali, in particolare da Saint-Domingue, sconvolta da forti tensioni che portarono all'indipendenza di Haiti nel 1804.

### L'effimera ricostituzione della Louisiana francese
Il Trattato di Parigi del 1763 diede la parte della Louisiana ad est del Mississippi alla Gran Bretagna, mentre la parte occidentale alla Spagna. Tuttavia l'influenza francese sulla regione non terminò immediatamente, specialmente nella parte spagnola e a New Orleans poiché la Francia e la Spagna erano legate da un forte vincolo dinastico sotto il segno dei Borbone. Nonostante le iniziali proteste dei creoli francofoni, sfociate in una rivolta nel 1768 prontamente repressa dalle autorità, gli spagnoli furono abbastanza tolleranti nei confronti della popolazione locale, tanto che la comunità francese poté prosperare.
I francesi non avevano mai accettato la perdita della Louisiana ed erano decisi di evitarne il passaggio dalla Spagna alla Gran Bretagna. Nel 1796 le autorità francesi inviarono una spedizione segreta per mappare le valli dell'Ohio e del Mississippi, nell'eventualità che la Louisiana venisse retrocessa alla Francia. Nel 1800 il primo console Napoleone Bonaparte firmò un accordo, il Trattato di San Ildefonso, con gli spagnoli nel quale la Louisiana occidentale, unitamente alla città di New Orleans, veniva riportata in mano francese. Il trattato faceva parte di un disegno di Bonaparte che voleva far rinascere l'impero francese in Nordamerica centrato, insieme alle vicine colonie caraibiche, sulla produzione ed esportazione di merci esotiche (zucchero, caffè, cotone e così via). Il cosiddetto «disegno dell'Ovest», come lo battezzò Bonaparte, mirava a restaurare l'autorità francese sulla sua colonia più preziosa, cioè Saint-Domingue. Nel 1802 Napoleone approfittò di una tregua con la Gran Bretagna per organizzare, in accordo con gli Stati Uniti, una spedizione militare nell'isola caraibica. Vennero mobilitati circa sessantamila uomini, ma un'epidemia di febbre gialla decimò le truppe francesi. Napoleone abbandonò i propositi di riacquisizione della vecchia colonia, così agli inizi del 1804 nacque la Repubblica di Haiti.
La vendita della Louisiana agli Stati Uniti fu una diretta conseguenza del disastro militare ad Haiti. Già nella primavera 1803 era chiaro che la guerra con la Gran Bretagna sarebbe ripresa presto. Nel maggio del 1803 Napoleone prese la sua decisione finale di vendere la Louisiana agli Stati Uniti. La vendita della Louisiana (Louisiana purchase) rappresenta la fine definitiva dell'impero coloniale francese nell'America del Nord.

## Il Québec dopo il 1763
La porzione della Nuova Francia a nord dei Grandi Laghi, che rimase sotto controllo britannico, fu amministrata come Alto Canada e Basso Canada, nel periodo 1791-1841 e poi che Provincia del Canada nel 1841-1867, quando passò il North America Act del 1867 che diede una home rule per il Nordamerica britannico e istituì il Québec come una delle province originarie della Confederazione del Canada.
Sotto controllo francese, dell'antico territorio della Nuova Francia, restarono solamente le isole di Saint-Pierre e Miquelon che tuttora le appartengono. Organizzati come Colletivité territoriale, consistono solo in un piccolo gruppo di isole a 25 chilometri dall'isola di Terranova.

## La società
Nel Settecento la Nuova Francia si estendeva dal golfo del fiume San Lorenzo al golfo del Messico e comprendeva la regione dei Grandi laghi e la valle del Mississippi. Comprendeva tre colonie distinte: l'Acadia, il Canada e la Louisiana. La colonizzazione dell'America francese fu molto scarsa, se confrontata con la vicina America inglese. L'emigrazione francese nella Nuova Francia non veniva alimentata, contrariamente a quella inglese, ne dalla povertà dei ceti urbani, ne dalle persecuzioni religiose; inoltre lo stesso stato non era molto interessato a popolare la colonia. La mancanza di vitalità demografica ebbe tre conseguenze: la difficoltà di esplorare intensamente i territori rivendicati, una stretta, e obbligata, alleanza con le popolazioni amerindiani e il ricorso alla manodopera servile. L'impero coloniale francese in Nordamerica aveva un carattere decisamente multietnico: amerindiani, coloni francesi e schiavi africani si confrontavano quotidianamente, dando vita a delle società originali che tuttora marcano sia gli Stati Uniti sia il Canada.
Le autorità reali speravano di trapiantare in Nordamerica un'ideale società francese forgiata sul modello assolutista. La Nuova Francia ereditò effettivamente un certo numero di tratti dell'Antico Regime: le colonie venivano amministrate come province reali; il sistema giudiziario era regolato dal Costume di Parigi e dalla grande ordinanza criminale del 1670; il regime signorile venne saldamente impiantato in Canada e i valori nobiliari predominavano a Québec come a Nouvelle-Orleans e pertanto la nascita restava come criterio fondamentale per la distinzione sociale.
D'altra parte un processo di creolizzazione era all'opera in tutta la Nuova Francia, poiché le mentalità, le istituzioni, le pratiche, i comportamenti dei francesi d'America si adattarono ai nuovi territori, alle condizioni naturali spesso difficili, alla realtà economica e demografica e soprattutto alla relazione con gli autoctoni. L'educazione dei bambini era meno severa in Nuova Francia rispetto alla madrepatria, la criminalità era molto bassa e le rivolte erano molto rare. I dialetti francesi, i patois, sparirono quasi subito. Certe categorie sociali, come l'aristocrazia, l'alto clero e l'alta borghesia erano poco frequenti mentre altre, come i soldati, che contavano la metà degli emigrati totali, erano molto presenti. Inoltre esistevano certe categorie sociali non presenti in madrepatria, tra cui i coureurs des bois, attori essenziali nel commercio di pellicce, i planteurs, ossia i latifondisti della Louisiana che fecero tuttavia meno fortuna dei grandi proprietari delle Antille francesi, ma che si sforzavano lo stesso di adottare uno stile di vita nobiliare, gli schiavi africani, che marcarono fortemente l'economia e la società latifondista della Bassa Louisiana e, in misura assai minore, quella dell'Alta Louisiana, ed infine gli amerindiani, percepiti come degli utili alleati, i quali vivevano in seno alla stessa società coloniale e che, senza il loro aiuto, i francesi non avrebbero potuto controllare un così vasto territorio per più di un secolo.
Nonostante il rapporto tra francesi e amerindiani fosse iniziato in modo burrascoso nel Cinquecento, ben presto i francesi compresero che senza l'aiuto degli autoctoni non era possibile la colonizzazione in Nordamerica. Così i francesi e gli indiani, durante il Seicento e il Settecento formarono una sorta di speciale relazione. Ancora le tradizioni orali dell'Ottocento, relazionate da William Warren, insistettero sulla qualità del tipo di relazione della colonizzazione francese, meno ossessionata dall'occupazione di terre e quindi più rispettosa nei confronti degli amerindiani, se confrontata alla colonizzazione anglo-americana. I francesi, specialmente all'interno del continente, dove ogni postazione confinava con uno o più villaggi amerindiani, vivevano a stretto contatto con gli indiani. Le città e i forti militari francesi erano aperti anche ai nativi americani, mentre i francesi, d'altro canto, penetravano frequentemente nelle tende indiane. In Nuova Francia non esistevano segregazioni etniche, bensì una vita comune marcata da continui scambi, da una certa interdipendenza e da un importante meticciato. Gli indiani non concepivano il fatto di suggellare un'alleanza economica e militare senza instaurare delle relazioni sociali. Numerosi coureurs des bois furono integrati, se non in modo reale o almeno simbolico, a delle relazioni di parentela con gli autoctoni. Nella regione dei Grandi Laghi e nella valle del Mississippi, i francesi e gli indiani presero parte assieme ai giochi d  lacrosse, alle corse a piedi, alle partite di caccia e alle sedute di sauna. Gli indiani rifornivano i francesi di legumi, di carne, di pellicce, ricevendo in cambio dei doni e la riparazione dei moschetti. Questa coabitazione franco-amerindiana portò ad un intenso interscambio culturale, in vari ambiti, tra cui l'alimentazione, il vestiario, la diplomazia, la guerra, la religione e via dicendo, contribuendo alla nascita di nuove società. Sebbene gli autoctoni fossero attaccati alle loro tradizioni culturali, erano anche estremamente sensibili alle comodità degli oggetti europei, tra cui le accette, i coltelli, le spade, i tessuti, le armi da fuoco, i paioli e le bevande alcooliche, integrandoli nei loro modi di vita. D'altra parte alcuni coloni francesi, specialmente quelli insediatasi all'interno del continente, finirono per indianizzarsi; appresero le lingue indiane, impararono a costruire e a utilizzare le canoe per navigare nei fiumi nordamericani, calzavano i mocassini e le racchette, facevano friggere i pesciolini bianchi nel grasso d'alce, ricorrevano agli stregoni indiani e si cospargevano il corpo di grasso d'orso per difendersi dalle mosche. Certi ufficiali, come la maggior parte dei coureurs des bois si tatuavano il corpo e, imitando i loro alleati, non esitavano a scalparli. Le unioni tra uomini francesi e donne indiane erano la normalità in Nuova Francia. Queste unioni erano favorite da diversi fattori. Innanzi tutto politico, perché le autorità francesi favorivano, sicuramente nel Seicento, un po' meno nel Settecento, questi matrimoni misti. Si trattava di compensare la mancanza di donne europee e di integrare gli indiani nella società francese. In seconda battuta, i capi indiani erano propensi a far sposare le proprie figlie con i mercanti bianchi. I bambini franco-indiani, allevati dalla madre, venivano assimilati nella società indiana. All'interno del continente, la frequentazione delle donne indiane, denunciata dai missionari, era un'abitudine da parte dei soldati e dei coureurs des bois. Questi ultimi in particolare apprezzavano molto avere delle concubine indiane che gli offrissero dei servizi, come la preparazione degli alimenti, la confezione del vestiario, la raccolta delle erbe medicinali e la preparazione delle pelli.
Dopo che la Compagnia delle Indie intese creare in Nordamerica una colonia di piantagione, tra il 1719 e il 1743 vennero deportati seimila schiavi africani in Louisiana, dei quali due terzi erano originari dal Senegambia. Il numero degli schiavi neri aumentò grazie al forte incremento naturale, di cui portò alla nascita di un'importante comunità afro-creola. Agli inizi degli anni 1740, la popolazione nera era aumentata a circa quattromila individui, dei quali la maggior parte era nata in Louisiana. Il numero dei "neri liberi" era molto basso alla fine del regime francese, poiché essi contavano di soltanto duecento individui, di cui l'80% erano mulatti. Per regolare il rapporto fra coloni e schiavi neri, nel 1724 venne introdotto in Louisiana il Code noir, calcato in buona parte dall'omonimo, redatto nel 1685, valido nelle Antille francesi. Ad esempio esso proibiva il matrimonio e i rapporti sessuali tra bianchi e neri. Sebbene i matrimoni misti furono molto rari, si svilupparono i concubinaggi tra bianchi e neri, dando nascita così ad una piccola popolazione di mulatti.
La società della Nuova Francia, oltre ad essere multietnica, era fortemente gerarchizzata: i coloni occupavano la parte più alta, poi venivano gli indiani e, per finire, gli africani, sia che fossero stati schiavi sia che fossero stati liberati. Nelle zone interiori della Nuova Francia, le gerarchie interetniche erano più fluide, anche tra bianchi e neri, perché gli amerindiani erano in posizione di forza, e si caratterizzavano nel vivere gomito a gomito. Questo sviluppo interculturale portò al meticciato, ad esempio come la gastronomia della Louisiana, con il gumbo e i coush-coush, o l'abitudine dei coloni di nutrirsi di sagamite, una sorta di zuppa a base di mais, e riso selvaggio.
La Nuova Francia vide la nascita di società creole, senza che si formassero, almeno all'epoca, delle identità separate rispetto alla madrepatria. Per tutto il Settecento, i coloni si consideravano sudditi del re di Francia.